# تيسير العاتقي
تيسير العاتقي (1961 - ) ممثل ومدبلج سوري.

## عن حياته
ولد عام 1961 في مدينة حيتل ويعتبر عضو في نقابة الفنانين منذ عام 1987 حاصل على إجازة في الفنون المسرحية شارك ببعض الأعمال الدوبلاجية في الدراما و الكرتون وشارك في مهرجان الجنادرية في السعودية بفيلمين من إخراجه وايضا شارك في مهرجان الدمام المسرحي الثالث و حصل على المركز الأول.

## أعماله

### المسرح
- كايا الملوك.
- عودة كركوز و عواظ.
- أصوات من الأعماق.
- علي بابا و الأربعون حرامي.
- الأميرة بدور و الأقزام السبعة.
- النقيب كوبنيك .

### المسلسلات
- عذراء الجبل (2004).
- رجاها (2005).
- سقف العالم (2006).

### الدوبلاج
- هجوم كابتن ثابت.